# Fantasmi II
Fantasmi II (Phantasm II) è un film fantasy horror del 1988, sequel di Fantasmi. Il film è stato scritto e diretto da Don Coscarelli.

## Trama
Ambientato anni dopo le vicende del primo film. Mike, ormai adolescente, è stato appena dimesso da un istituto psichiatrico, fingendo di ammettere ai medici che i terribili eventi accadutigli da bambino fossero solo frutto della sua immaginazione. Una volta libero, Mike contatta Reggie e i due uniscono le forze per rimettersi alla caccia dell'Uomo Alto, che profana le tombe e rianima i cadaveri con l'aiuto dei suoi terribili gnomi. Nel mentre una bellissima ragazza compare regolarmente nei sogni di Mike, chiedendo aiuto, prima che l'Uomo Alto la trovi. Dopo una lunga ricerca, Mike e Reggie riescono a trovare la ragazza, ma questa viene rapita dal becchino. Giunti nella dimora di quest'ultimo, combattono contro i suoi aiutanti, salvano la ragazza e trovano dei portali che conducono ad un pianeta rosso. L'Uomo Alto però compare e proprio quando Mike sta per soccombere nell'ultimo scontro, la ragazza riesce ad iniettare un siero contenente acido cloridrico al becchino, che inizia a liquefarsi orribilmente. I tre amici appiccano il fuoco al luogo dove l'Uomo Alto si era rifugiato e fuggono sul suo carrofunembre, grazie all'aiuto di una autostoppista aiutata precedentemente. Questa però si rivela essere il becchino stesso. Dopo aver attaccato Reggie e averlo buttato fuori dalla vettura, "saluta" Mike e la ragazza e avvia il carrofunembre, con la coppia urlante.

## Produzione

### Regia
Dopo la parentesi fantasy con il film Kaan principe guerriero il regista Don Coscarelli accetta la proposta della Universal Pictures per realizzare il seguito di Fantasmi. La casa produttrice mette nelle mani del regista un budget di tre milioni di dollari (10 volte superiore a quello del primo film).

### Cast
Per il ruolo di Mike a quanto pare fu provinato anche Brad Pitt ma la scelta poi ricadde su James LeGros.
Reggie Bannister fece tutte le scene pericolose di persona tranne quella in cui avrebbe dovuto saltare una motosega, scena che i produttori non gli consentirono di fare convocando invece uno stuntman.

## Promozione
"Il risveglio della morte era cominciato... L'orribile segreto dell'obitorio di Perigord continua..." è la tagline usata nella promozione del film.

## Distribuzione
Il film venne distribuito nelle sale cinematografiche italiane nel mese di agosto del 1988.

### Data di uscita
Le date di uscita internazionali nel corso degli anni sono state:
- 8 luglio 1988 negli USA (Phantasm II)
- 26 agosto 1988 in Italia
- 15 febbraio 1989 in Francia (Phantasm II)
- 23 febbraio 1989 in Germania Ovest (Das Böse II)
- 19 maggio 1989 in Spagna (Phantasm: El regreso)

## Accoglienza

### Incassi
Il film è costato circa 3 milioni di dollari ed ha incassato negli USA 7.282.900 dollari.

### Critica
In una recensione dedicata alla pellicola all'interno del libro "Terre di Confine" viene criticata la totale assenza di quell'atmosfera onirica, cupa e angosciante che ha reso Fantasmi un capolavoro.

## Sequel
- Fantasmi III - Lord of the Dead (Phantasm III: Lord of the Dead), regia di Don Coscarelli (1994)
- Phantasm IV: Oblivion, regia di Don Coscarelli (1998)
- Phantasm: Ravager, regia di Don Coscarelli (2016)

## Curiosità
- Escludendo il titolo del film, la pellicola non ha titoli di testa. Alla fine dei credits, la nota del copyright specifica che "i violatori andranno incontro a gravi conseguenze penali e civili e all'ira del Tall Man".
- La sequenza della poderosa esplosione che fa letteralmente saltare in aria la casa fu ottenuta facendo davvero saltare una casa a due piani. Si trattava di una casa che doveva essere abbattuta per fare posto alla costruzione dell'autostrada californiana 105. La produzione riuscì ad acquistarla dallo Stato della California per soli 200 dollari con la clausola che dovessero farla sparire. L'abitazione fu "farcita" con cordite, fuochi artificiali, polvere pirica, benzina, quindi fu innescata la miccia. Dopo aver girato la scena si fece in modo di rimuovere quello che era rimasto della casa.[5]